# Gymnoscelis tempestivata
Gymnoscelis tempestivata är en fjärilsart som beskrevs av Philipp Christoph Zeller 1847. Gymnoscelis tempestivata ingår i släktet Gymnoscelis och familjen mätare. Inga underarter finns listade i Catalogue of Life.